# Мерхвин Безумный
Мерхвин Безумный (Мерхвин ап Глиуис; валл. Merchwyn Wylt, Merchwyn ap Glywys; умер в 515 году) — правитель Горвинеда (480—515); сын Глиуиса ап Солора и Гваул верх Кередиг.

## Биография
При разделе наследства Глиуиса Мерхвину достался Горвинед, занимавший центральную часть Глиуисинга. Из всех потомков Глиуиса Мерхвин имел самую незавидную репутацию, хотя его, возможно, местами путают с Марком Корнуолльским. 
Мерхвин известен конфликтом со Ильтудом. Встретив отшельника во время охоты, правитель Горвинеда пришёл в ярость от того, что святой без разрешения построил монастырь на королевской земле. Позже Мерхвин прислал своего чиновника, чтобы взять дань с Ильтуда. Отшельник скрылся в тайном убежище, а мытарь вскоре погиб, случайно сгорев. Несколько лет спустя Ильтуд вернулся в монастырь, и Мерхвин прислал к нему нового мытаря. Тот отнял у отшельника скотину, но вскоре утонул в болоте. Наконец, Мерхвин лично явился в монастырь, чтобы потребовать от Илльтуда объяснений, но и его самого в итоге постигла та же участь.
Владения Мерхвина были присоединены к землям Паулу, правителю соседнего Пенихена, либо к его другому брату Гурину - правителю Гуринета.